# Гусейнов, Исрафил Сами оглы
Исрафил Сами оглы Гусейнов (азерб. İsrafil Sami oğlu Hüseynov; 4 декабря 1931, Ганджа — 31 января 1986, Баку) — советский азербайджанский нефтяник, Герой Социалистического Труда (1977). Почётный нефтяник СССР, мастер нефти Азербайджанской ССР. Лауреат Государственной премии Азербайджанской ССР (1972). Депутат Верховного Совета СССР 9-го и 10-го созывов (1974—1984).

## Биография
Родился 4 декабря 1931 года в городе Гянджа Азербайджанской ССР.
В 1957 году окончил Бакинский нефтяной техникум, в 1972 году — Азербайджанский институт нефти и химии имени М. Азизбекова.
В 1951—1954 годах служил в Советской Армии, в 1954—1957 годах — учащийся Бакинского нефтяного техникума. В 1957—1965 годах — помощник бурового мастера, техник, инженер нефтепромыслового управления «Гюргяннефть», с 1965 года — буровой мастер нефтегазодобывающего управления имени XXII съезда КПСС, позже — морского управления буровых работ «Нефтяные Камни» производственного объединения «Каспморнефть».
Достигал высоких результатов производительности труда при выполнении производственных заданий восьмой (1966—1970), девятой (1971—1975) и десятой (1976—1980) пятилеток, проявил себя как передовой мастер скоростной проходки. Так, работая на северо-восточном крыле Нефтяных Камней на 939 участке, бригада под руководством Гусейнова выполнила план восьмой пятилетки досрочно, уже к декабрю 1969 года. При бурении в марте—октябре 1968 года скважины № 1531 на северо-восточном крыле месторождения, был установлен рекордный показатель: за счет умелого и рационального применения многоступенчатых турбобуров и различных способов механизации труда коллектив бригады успешно пробурил скважину с рекордным отклонением в 2040 метров, при этом работы были выполнены с опережением графика на 69 дней, коммерческая скорость бурения составила 496,6 м/ст.-мес. вместо плановых 290,5 м/ст.-мес., было сэкономлено 144947 рублей. Рапорт о выполнении заданий следующей, девятой пятилетки Гусейнов подал уже к марту 1974 года. План первого года десятой пятилетки нефтяник также выполнил досрочно. За 1965—1977 годы Гусейнов вместе с товарищами пробурил более 50 нефтяных скважин общей глубиной более 120 тысяч метров. В начале 1977 года бригада бурильщиков под руководством Гусейнова положила начало разработке высокоперспективного месторождения имени 28 апреля (с 1992 года — месторождение «Гюнешли») на глубине 84 метра, при этом проходка велась на высокой скорости, за счет применения современного оборудования и передовых технологий к марту 1977 года коллектив выполнял план проходки за октябрь 1978 года. К марту 1980 года бригада работала на участке «28 Апреля» уже на счет одиннадцатой пятилетки.
Вместе с трудящимися бригады ввел ряд рационализаторских предложений, усовершенствовал технологию скоростного бурения нефтяных скважин. За счет ввода 10 силовых агрегатов для экономии дизельного топлива и поддержки работы насоса бура бригада успешно добивалась высоких показателей производительности труда.
Участвовал в работе профсоюзного комитета управления буровых работ. С 1980 года — председатель республиканского комитета профсоюза работником нефтяной и газовой промышленности Азербайджанского совета профессиональных союзов.
Награжден двумя орденами Ленина, медалями, почетной грамотой Верховного Совета Азербайджанской ССР (1981).
Активно участвовал в общественно-политической жизни республики и Советского Союза. С 1961 года состоял в КПСС, выдвинут делегатом на XXV съезд КПСС (1976) и XXIX съезд Коммунистической партии Азербайджана (1976). Избирался членом бюро Бакинского городского комитета партии, многократно избирался депутатом Бакинского городского совета. В 1974 и 1979 годах избирался депутатом Совета Национальностей Верховного Совета СССР от Бакинского—Орджоникидзевского избирательного округа Азербайджанской ССР, член Комиссий по охране природы (1974—1979), по охране природы рациональному использованию природных ресурсов (1979—1982), по энергетике (1982—1984). В октябре 1977 года был членом Редакционной комиссии по подготовке окончательного текста проекта Конституции СССР, в 1979 году — членом Центрального избирательного комитета по Выборам Верховного Совета СССР 9-го созыва (1979). Активно участвовал в работе Советского комитета защиты мира, впоследствии занял пост заместителя председателя организации.
Скончался 31 января 1986 года в городе Баку на 55 году жизни. В честь видного нефтяника были названы улицы в поселках Сабунчи города Баку и Кобу Апшеронского района, а также трубоукладочная баржа, действующая в Каспийском море на участке, разработке которого положил начало сам нефтяник.